# Pacifigorgia flavimaculata
Pacifigorgia flavimaculata is een zachte koraalsoort uit de familie Gorgoniidae. De koraalsoort komt uit het geslacht Pacifigorgia. Pacifigorgia flavimaculata werd in 2003 voor het eerst wetenschappelijk beschreven door Breedy & Guzman. 